# Promozione Calabria 1977-1978
Nella stagione 1977-1978 la Promozione era il quinto livello del calcio italiano (il massimo livello regionale). Qui vi sono le statistiche relative al campionato in Calabria.
Il campionato è strutturato in vari gironi all'italiana su base regionale, gestiti dai Comitati Regionali di competenza. Promozioni alla categoria superiore e retrocessioni in quella inferiore non erano sempre omogenee; erano quantificate all'inizio del campionato dal Comitato Regionale secondo le direttive stabilite dalla Lega Nazionale Dilettanti, ma flessibili, in relazione al numero delle società retrocesse dal Campionato Interregionale e perciò, a seconda delle varie situazioni regionali, la fine del campionato poteva avere degli spareggi sia di promozione che di retrocessione.

## Squadre partecipanti
- F.C. Calcio Acri, Acri (CS)
- A.S. Bovalinese, Bovalino (RC)
- Gioiese, Gioia Tauro (RC)
- La Sportiva Cariatese, Cariati (CS)
- A.C. Locri 1909, Locri (RC)
- A.C. Nuova Rosarnese, Rosarno (RC)
- C.C. Palmi, Palmi (RC)
- U.S.D. Paolana, Paola (CS)
- A.S. Polistena, Polistena (RC)

- U.S. Praia, Praia a Mare (CS)
- U.S. Pro Pellaro, Pellaro di Reggio Calabria
- F.C. Rogliano, Rogliano (CS)
- Pol. Rossanese, Rossano (CS)
- U.S. Soverato Frama, Soverato (CZ)
- S.S. Trebisacce, Trebisacce (CS)
- F.C. Vigor Palmese, Palmi (RC)

## Classifica finale
|  | Pos. | Squadra               | Pt | G  | V  | N  | P  | GF | GS | DR  |
|  | ---- | --------------------- | -- | -- | -- | -- | -- | -- | -- | --- |
|  | 1.   | Trebisacce            | 43 | 30 | 17 | 9  | 4  | 46 | 21 | +25 |
|  | 2.   | Rossanese             | 39 | 30 | 16 | 7  | 7  | 40 | 17 | +23 |
|  | 3.   | Gioiese               | 34 | 30 | 12 | 10 | 8  | 39 | 31 | +8  |
|  | 4.   | Paolana               | 33 | 30 | 13 | 7  | 10 | 36 | 29 | +7  |
|  | 4.   | Vigor Palmese         | 33 | 30 | 13 | 7  | 10 | 34 | 31 | +3  |
|  | 4.   | Polistena             | 33 | 30 | 13 | 7  | 10 | 35 | 33 | +2  |
|  | 7.   | La Sportiva Cariatese | 32 | 30 | 13 | 6  | 11 | 32 | 28 | +4  |
|  | 8.   | Nuova Rosarnese       | 29 | 30 | 10 | 9  | 11 | 37 | 38 | -1  |
|  | 8.   | Locri                 | 29 | 30 | 10 | 9  | 11 | 27 | 39 | -12 |
|  | 10.  | Soverato Frama        | 28 | 30 | 9  | 10 | 11 | 34 | 25 | +9  |
|  | 11.  | Bovalinese            | 26 | 30 | 8  | 10 | 12 | 34 | 41 | -7  |
|  | 11.  | Praia                 | 26 | 30 | 9  | 8  | 13 | 28 | 32 | -4  |
|  | 11.  | Acri                  | 26 | 30 | 9  | 8  | 13 | 25 | 34 | -9  |
|  | 11.  | Palmi                 | 26 | 30 | 8  | 10 | 12 | 33 | 42 | -9  |
|  | 15.  | Rogliano              | 25 | 30 | 8  | 9  | 13 | 28 | 39 | -11 |
|  | 16.  | Pro Pellaro           | 18 | 30 | 6  | 6  | 18 | 17 | 45 | -28 |

### Spareggio Salvezza
Acri-Palmi 4-3 d.t.s.